# Larix

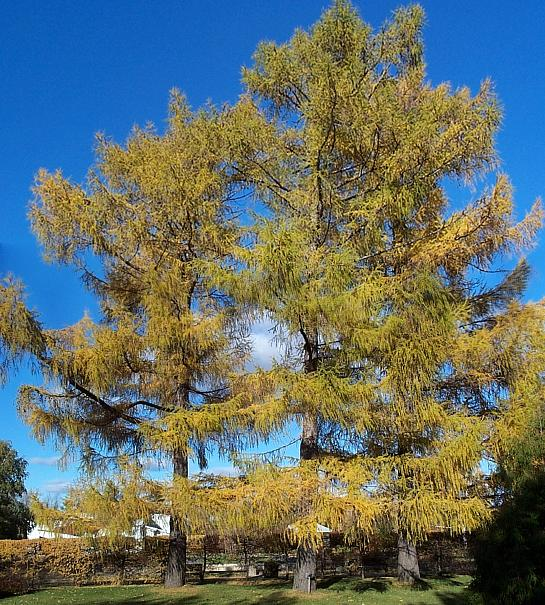
Làrix de Sibèria

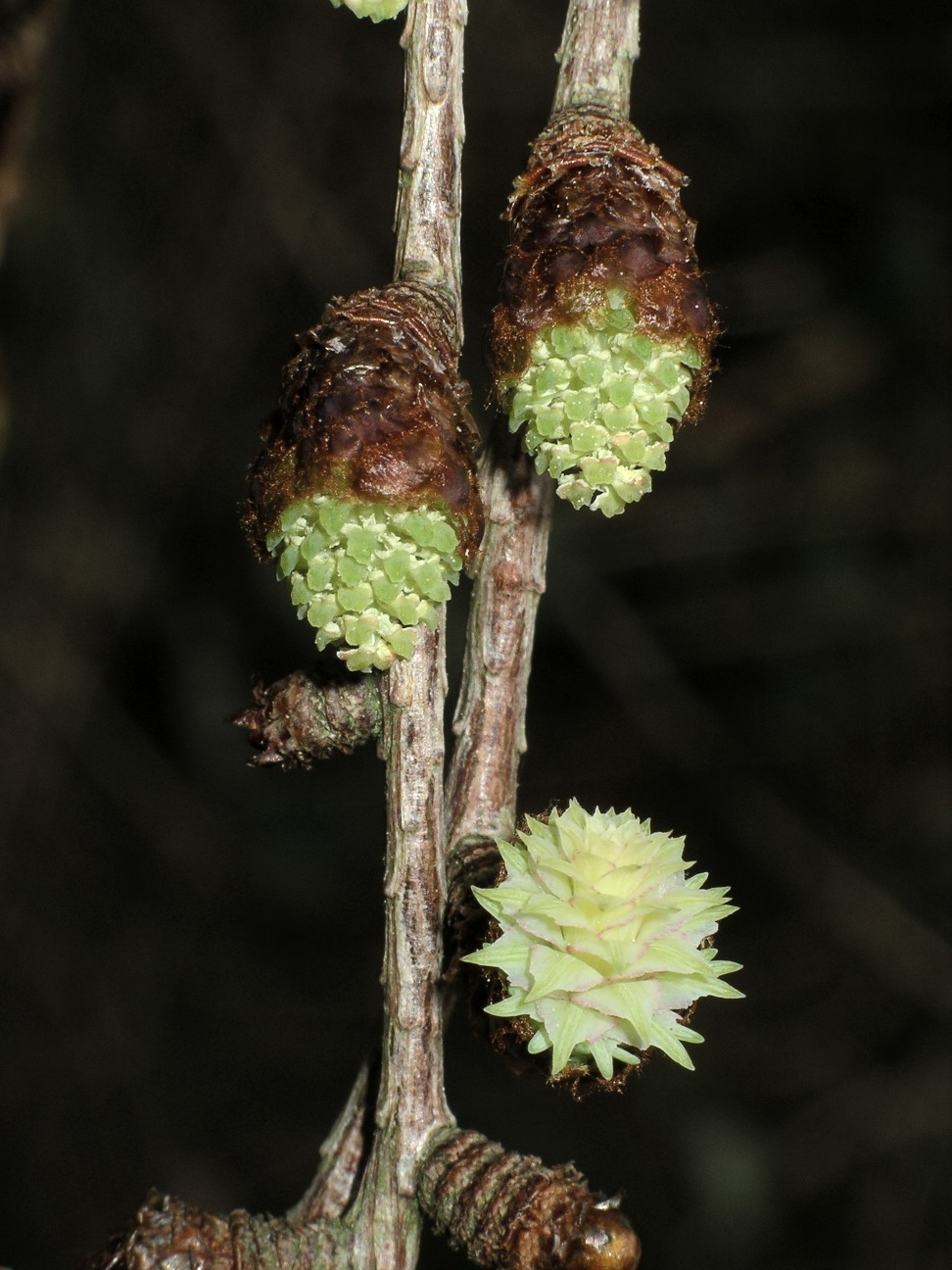
Flors de làrix japonès

Larix és un gènere de coníferes de la família Pinaceae. Les seves espècies es coneixen amb el nom de làrixs o alerços. Són originaris de les parts fredes i continentals de l'hemisferi nord. Són l'espècie dominant a la taigà de la Sibèria oriental. A Europa també es troben als Alps i no n'hi ha de silvestres a la península Ibèrica excepte a l’extrem oriental dels Pirineus.

## Característiques
Juntament amb algunes espècies del gènere Taxodium són les úniques coníferes caducifolies. Poden arribar a fer 50 metres d'altura. Les fulles són aciculars de 2 a 5 cm de llargada i adopten una disposició en espiral. Les fulles curtes fasciculades, cauen a la fi de la tardor. Les pinyes són petites i erectes de color verd o porpra i maduren de 5 a 8 mesos després de la pol·linització.

## Usos
És un arbre de fusta forta i duradora, que forneix una trementina dita de Venècia o veneciana, feta a partir del làrix occidental (Larix occidentalis).

## Taxonomia
Euràsia
- Larix decidua - Europa[4]
- Larix gmelinii - Sibèria[5]
- Larix griffithii - Himàlaia[6][7]
- Larix himalaica[8][9]
- Larix kaempferi - Japó[10][11]
- Larix kongboensis - Tibet[12]
- Larix mastersiana - Xina[13]
- Larix potaninii[14]
- Larix principis-rupprechtii[15]
- Larix sibirica - Sibèria[16]
- Larix speciosa[17]

Amèrica
- Larix laricina[18][19][20]
- Larix lyallii[21]
- Larix occidentalis[22][23][24]

## Fusta
La fusta de làrix presenta unes propietats notables que la fan adequada per construccions diverses. Quan és seca la densitat varia entre 0,456 i 0,668 (les densitats més baixes corresponen a arbres crescuts en turons o muntanyes baixes).
L'albeca és de color blanquinós o groguenc mentre que el duramen es de color castany clar, amb tonalitats rogenques.
Els anells de creixement són molt regulars. La fusta presenta un gra fi molt carregat de resines, amb canals resinífers semblants als del pi silvestre. En general es tracta d’una fusta resistent i elàstica, amb poca propensió a les fenedures i una gran resistència a l’atac pels insectes. Tradicionalment havia estat molt preuada i usada en construcció naval: en arboradura i en el folre dels bucs dels vaixells. En l'actualitat les aplicacions més importants són com a fusta d'interior, per a mobles i elements decoratius. També hi ha aplicacions exteriors (teules i terrasses).

### Vitruvi
Vitruvi parlava de la suposada incombustibilitat de la fusta de làrix.